# كفى حديثا
كفى حديثاً  (بالإنجليزية: Enough Said)‏ هو فيلم رومانسي كوميدي أُصدر في الولايات المتحدة سنة 2013. الفيلم من كتابة وإخراج نيكول هولوفسنر، وهو من بطولة جوليا لوي دريفوس، جيمس غاندولفيني (أحد أدواره الأخيرة), توني كوليت وكاثرين كينر. كان أول عرض للفيلم في مهرجان تورونتو السينمائي الدولي في بداية شهر سبتمبر قبل أن يعرض الفيلم في صالات السينما في 18 سبتمبر 2013م.

تلقى الفيلم إشادة واسعة النطاق من النقاد كأحد أفضل خمسة أفلام تم إطلاقهم في عام 2013. واعتبر الفيلم أفضل عمل للمخرجة نيكول هولوفسنر. تلقى الفيلم العديد من الترشيحات لعدد من الجوائز من ضمنها جائزة جولدن جلوب، و جائزة نقابة ممثلي الشاشة، و جوائز الروح المستقلة و 4 ترشيحات لـ جائزة اختيار النقاد للأفلام.

## طاقم التمثيل
- جوليا لوي دريفوس بدور إيفا.
- جيمس غاندولفيني بدور إلبرت.
- توني كوليت بدور سارة.
- كاثرين كينر بدور مارياني.
- انجيلا جونسون بدور كاثي.

## القصة
إيفا (جوليا لويس دريفوس) مدلكة وأم مطلقة تحب عملها وتعمل بشغف وتقرر عيش حياتها كما تحب وترضى. تحضر مع صديقاتها حفلة وتقابل إيفا رجل مرح ولطيف يُدعى ألبرت (جيمس جاندولفيني) وتعجب به، وعلى الجانب الآخر تقابل إيفا ماريان (كاثرين كينر) وتصبح صديقتها فهي شاعرة وجميلة. ولكن هنالك عيب واحد فقط في شخصية ماريان وهو إنها لا تتهاون في أي شيء يتعلق بزوجها السابق ألبرت. تتعقد الأحداث كثيراً حين تعلم إيفا أن ألبرت زوج ماريان.

## الميزانية والإيرادات
حقق أرباحاً تقدر بـ 20,288,170 دولار.

## وصلات خارجية
- الموقع الرسمي
- كفى حديثا على موقع IMDb (الإنجليزية)
- كفى حديثا على موقع ميتاكريتيك (الإنجليزية)
- كفى حديثا على موقع الموسوعة البريطانية (الإنجليزية)
- كفى حديثا على موقع روتن توميتوز (الإنجليزية)
- كفى حديثا على موقع نتفليكس (الإنجليزية)
- كفى حديثا على موقع قاعدة بيانات الأفلام العربية
- كفى حديثا على موقع ألو سيني (الفرنسية)
- كفى حديثا على موقع Turner Classic Movies (الإنجليزية)
- كفى حديثا على موقع أول موفي (الإنجليزية)
- كفى حديثا على موقع بوكس أوفيس موجو (الإنجليزية)